# Megacina
Genre
Megacina est un genre d'opilions laniatores de la famille des Phalangodidae.

## Distribution
Les espèces de ce genre sont endémiques des États-Unis. Elles se rencontrent en Californie et en Oregon.

## Liste des espèces
Selon World Catalogue of Opiliones (08/10/2021) :
- Megacina cockerelli (Goodnight & Goodnight, 1942)
- Megacina madera (Briggs, 1968)
- Megacina mayacma Ubick & Briggs, 2008
- Megacina schusteri Ubick & Briggs, 2008

## Publication originale
- Ubick & Briggs, 2008 : « The harvestman family Phalangodidae. 6. Revision of the Sitalcina complex (Opiliones: Laniatores). » Proceedings of the California Academy of Sciences, sér. 4, vol. 59, no 1, p. 1–108.